# Andretti Autosport

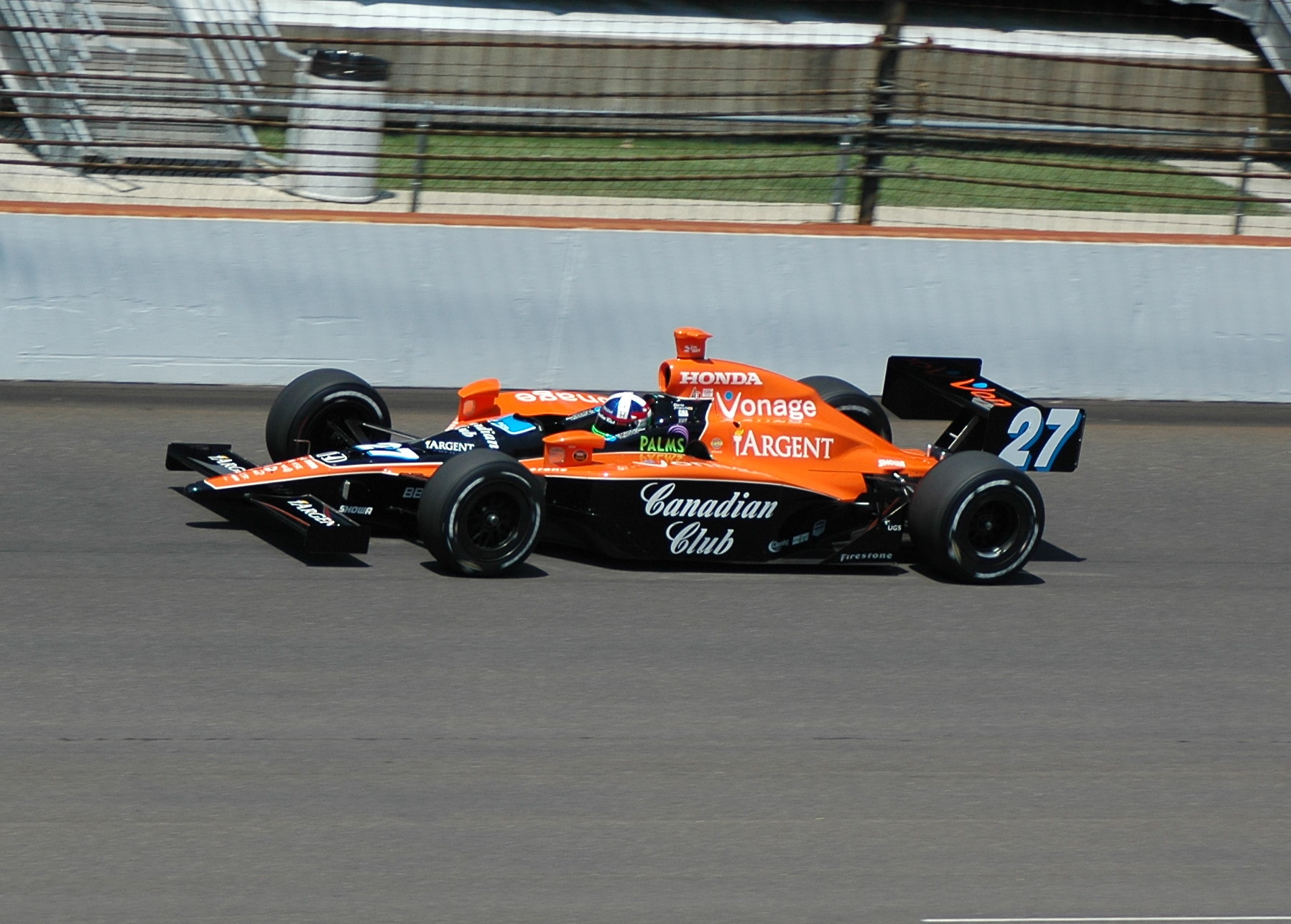
Dario Franchitti w 2007 roku

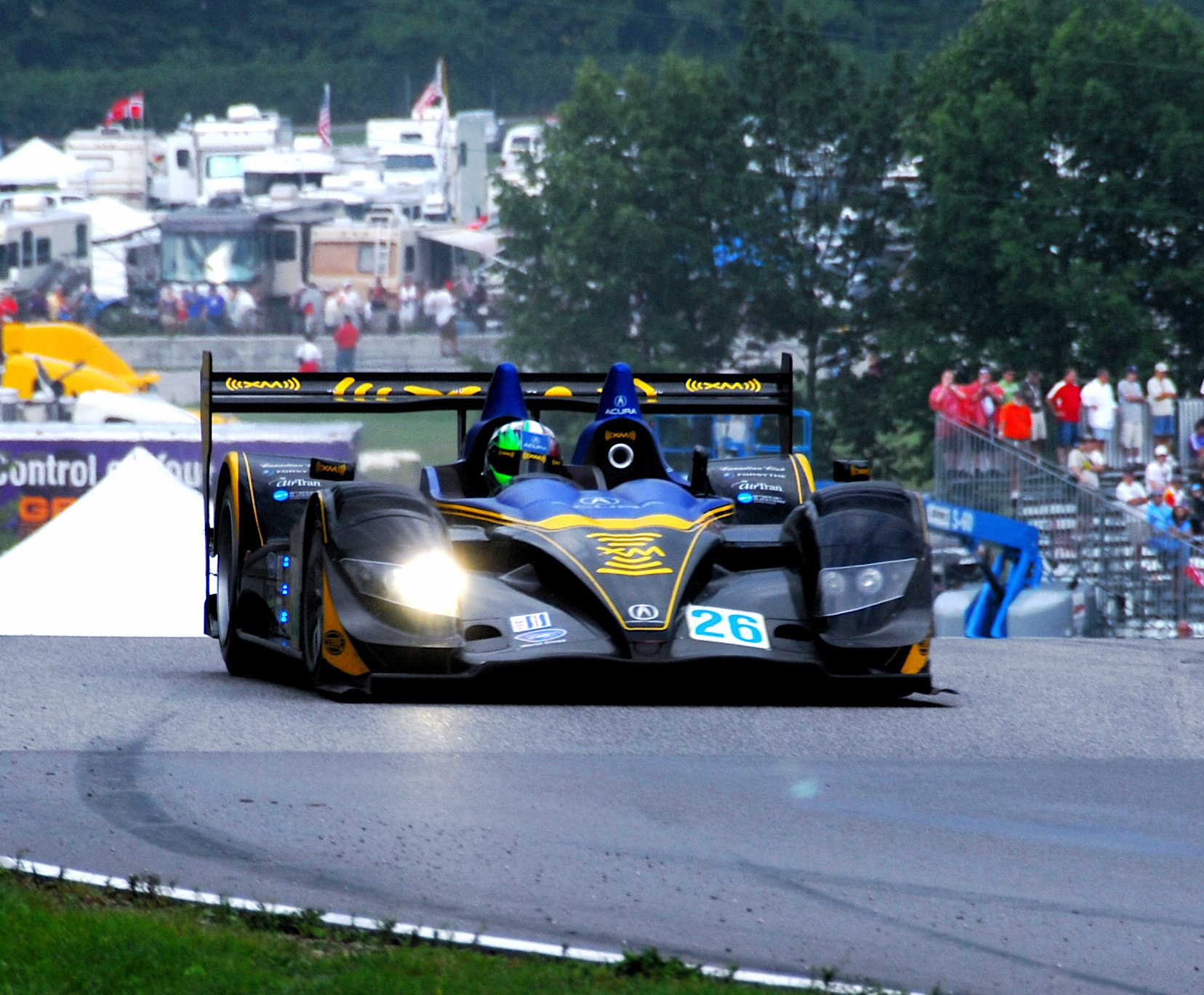
Acura ARX-01a podczas wyścigu ALMS w 2007 roku

Andretti Autosport – zespół wyścigowy startujący w serii IndyCar oraz American Le Mans Series.

## Historia

### CART / IndyCar
Zespół założyli w 1993 roku Gerald Forsythe i Barry Green jako Forsythe Green Racing. Wystartowali w serii Formuła Atlantic, a kierowcami byli wtedy Kanadyjczycy Claude Bourbonnais i Jacques Villeneuve. W 1994 roku przenieśli się do serii CART wystawiając jeden samochód dla Villeneuve'a. Po sezonie właściciele zespołu się rozeszli, Gerald Forsythe w 1995 roku wystawił zespół Forsythe Racing, natomiast Barry Green razem ze swoim bratem Kimem Green jako menedżerem zespołu – Team Green. Jacques Villeneuve pozostał w zespole Greena i zdobył z nim tytuł mistrzowski oraz wygrał Indianapolis 500. Po sezonie Kanadyjczyk jednak odszedł do Formuły 1, a na sezon 1996 zespół zatrudnił Raúla Boesela i występował pod nazwą Brahma Sports Team ze względu na głównego sponsora.
W 1997 roku po pozyskaniu poważnego sponsora zespół zmienił nazwę na Team KOOL Green i zatrudnił Parkera Johnstone'a jako kierowcę. Od 1998 roku zespół wystawiał dwa pojazdy dla Paula Tracy'ego i Dario Franchittiego. Ta dwójka kierowców jeździła wspólnie przez pięć sezonów a zespół stał się jednym z najsilniejszych w stawce, chociaż nie udało im się zdobyć tytułu mistrzowskiego.
W 2001 roku do kierowców zespołu dołączył Michael Andretti w trzecim samochodzie zarządzanym jako oddzielna operacja przez Kima Greena pod nazwą Team Motorola.
Po sezonie 2002 większościowe udziały w zespole nabył Michael Andretti i przeniósł zespół przemianowany na Andretti Green Racing do konkurencyjnej IRL IndyCar Series. Paul Tracy opuścił zespół aby dalej ścigać się w serii Champ Car, a do Andrettiego i Franchittiego dołączył Tony Kanaan. Andretti zakończył regularne starty po wyścigu Indianapolis 500 w 2003 roku, a jego miejsce za kierownicą zajął Dan Wheldon.
W 2004 roku zespół powiększył się o kolejny startujący samochód, czwartym kierowcą został Bryan Herta. W tym samym sezonie Tony Kanaan zdobył tytuł mistrzowski, a w 2005 roku mistrzem został Dan Wheldon. Ostatni jak do tej pory tytuł zdobył Dario Franchitti w 2007 roku.
W listopadzie 2009 roku zespół zmienił nazwę na Andretti Autosport po tym, gdy Kim Green i Kevin Savoree sprzedali swoje udziały, a Michael Andretti został jedynym właścicielem ekipy.

## Kierowcy

### CART / IndyCar
- Jacques Villeneuve (1994-1995)
- Raúl Boesel (1996)
- Parker Johnstone (1997)
- Dario Franchitti (1998-2007)
- Paul Tracy (1998-2002)
- Michael Andretti (2001-2003, 2006-2007)
- Tony Kanaan (2003-2010)
- Dan Wheldon (2003-2005)
- Robby Gordon (2003)
- Bryan Herta (2004-2006)
- A.J. Foyt IV (2006)
- Marco Andretti (od 2006)
- Danica Patrick (2007-2011)
- Hideki Mutō (2008-2009)
- Ryan Hunter-Reay (2010-2021)
- Adam Carroll (2010)